# Ford Excursion
O Excursion é um utilitário esportivo de porte grande da Ford.